# Cerastium alexeenkoanum
Cerastium alexeenkoanum är en nejlikväxtart som beskrevs av Boris Konstantinovich Schischkin. Cerastium alexeenkoanum ingår i släktet arvar, och familjen nejlikväxter. Inga underarter finns listade i Catalogue of Life.